# Cylindrotoma angustipennis
Cylindrotoma angustipennis är en tvåvingeart som beskrevs av Alexander 1941. Cylindrotoma angustipennis ingår i släktet Cylindrotoma och familjen mellanharkrankar. Inga underarter finns listade i Catalogue of Life.